# Palomas (escultura)
L'escultura urbana coneguda pel nom Palomas, ubicada a la font de la plaça de Luis Ruiz de la Peña, a la ciutat d'Oviedo, Principat d'Astúries, Espanya, és una de les més d'un centenar que adornen els carrers de l'esmentada ciutat espanyola.
El paisatge urbà d'aquesta ciutat, es veu adornat per obres escultòriques, generalment monuments commemoratius dedicats a personatges d'especial rellevància en un primer moment, i més purament artístiques des de finals del segle xx.
L'escultura, feta de bronze, és obra de Vicente Vázquez Canónico, i està datada 1998.
Es tracta d'una escultura formada per tres coloms de formes arrodonides i proporcions considerables (cada figura té al voltant d'uns dos metres) que estan representades en diferents moments del seu desplaçament en volar, la qual cosa dona al conjunt una certa mobilitat i produeix un efecte d'unicitat, ja que en envoltar la font, l'evolució en el moviment dels coloms sembla el realitzat per una única figura que alça el vol.